# 睡眠生理檢測器
睡眠檢測器的功能乃是在於，藉由紀錄病患在睡眠期間的經篩選生理訊號，而使醫師能夠瞭解患者之睡眠生理狀況，進而評估其是否罹患睡眠呼吸中止、或是其他的睡眠障礙。通常，睡眠檢測器多被用於檢測最常見的睡眠呼吸障礙（Sleep Disordered Breathing，SDB），尤其是，睡眠呼吸中止症（Sleep Apnea Syndrome，SAS）。
睡眠檢測器的主要目的則是在於進行篩選，亦即，希望能簡單地僅藉由所選擇之生理訊號即解讀出睡眠期間的生理變化，進而判斷是否具有睡眠障礙、及睡眠障礙的嚴重程度。
在期望能夠達到簡單操作目的之前提下，大部分的睡眠檢測器都實施為能隨身攜帶的形式，並標榜可以讓患者於居家自行進行檢測，再加上，睡眠檢測器勢必得於睡眠期間使用，因此，於使用上是否便利、體積是否過大、以及接線是否過於複雜等都是現今睡眠檢測器所面臨的問題。